# Équipe cycliste féminine Picnic PostNL
Cet article concerne l'équipe cycliste féminine. Pour l'équipe masculine, voir Équipe cycliste masculine Picnic PostNL.
L'équipe cycliste féminine Picnic PostNL est une équipe cycliste féminine néerlandaise. Cette section féminine de l'équipe Picnic PostNL a été créée en 2011, mais ne devient UCI que l'année suivante. En 2013 et 2014, sa leader est la sprinteuse Kirsten Wild. En 2015 il s'agit de la coureuse de classiques Amy Pieters. Leah Kirchmann rejoint l'équipe en 2016 et se classe deuxième du classement UCI World Tour. Le recrutement 2017 est ambitieux avec l'arrivée d'Ellen van Dijk, Lucinda Brand et Coryn Rivera. Elle court avec une licence WorldTeam depuis 2020.

### 2015

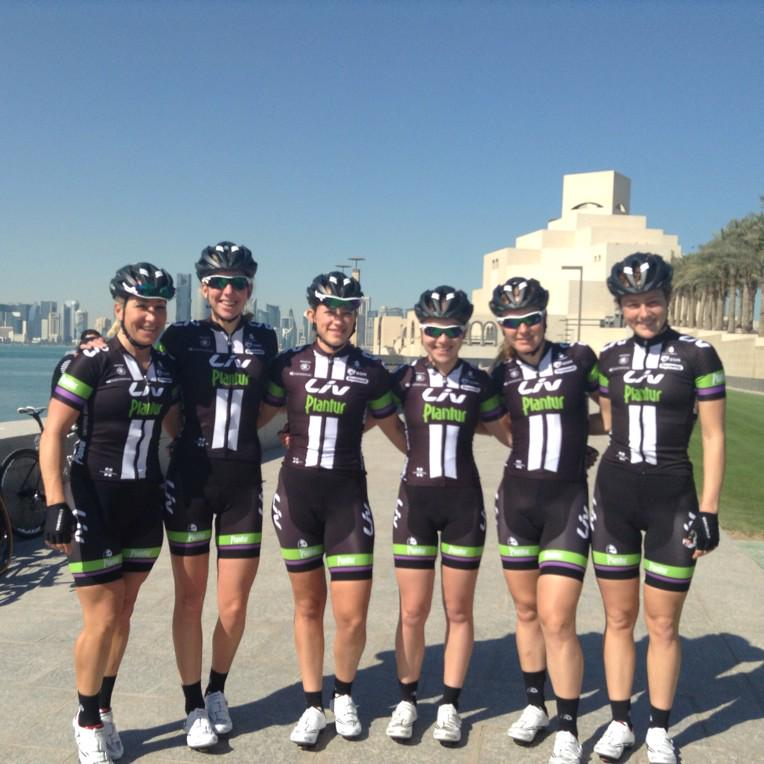
Liv Plantur lors du Tour du Qatar 2015.

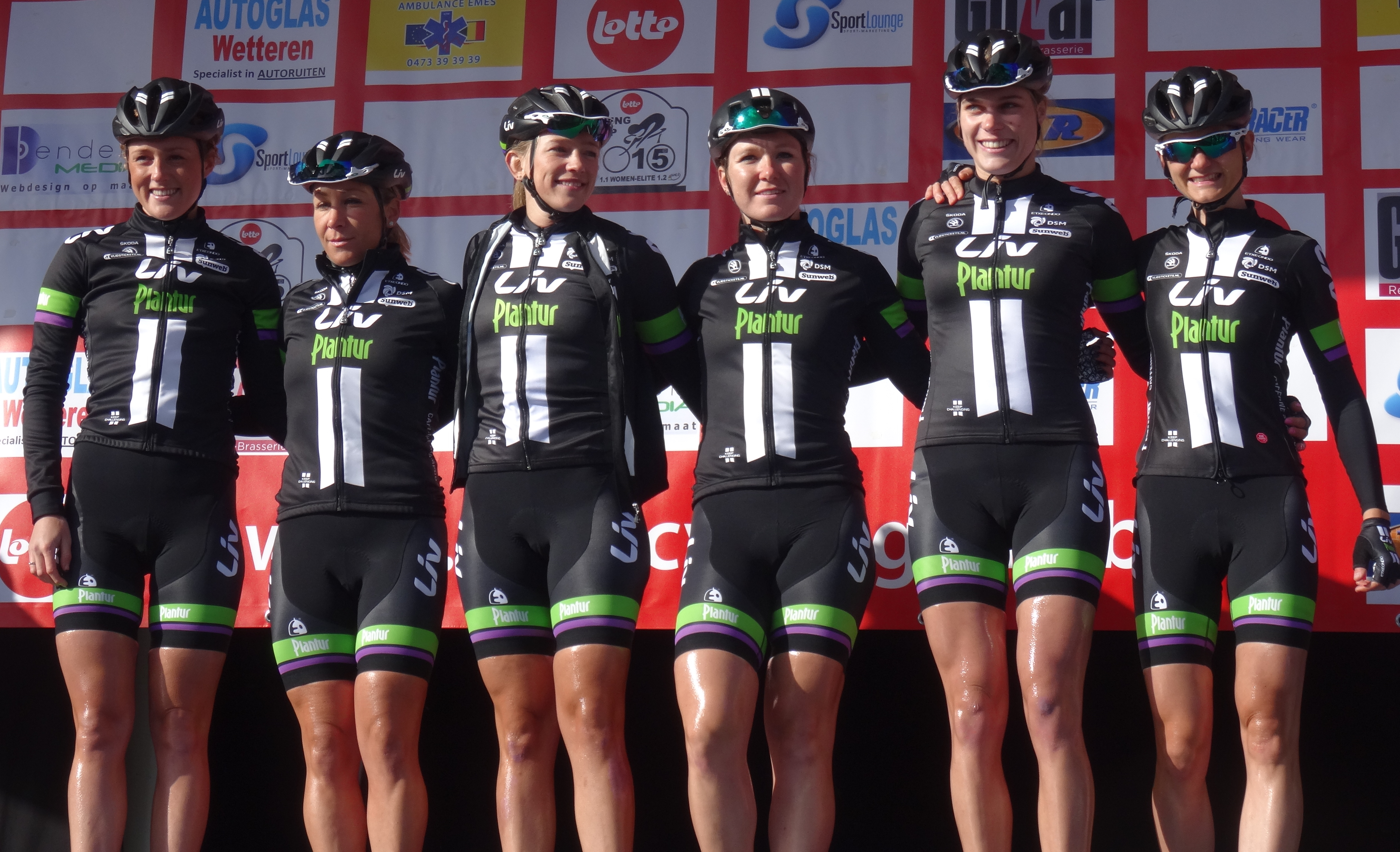
L'équipe en 2015 lors du Samyn des Dames.

## Histoire de l'équipe

### 2016

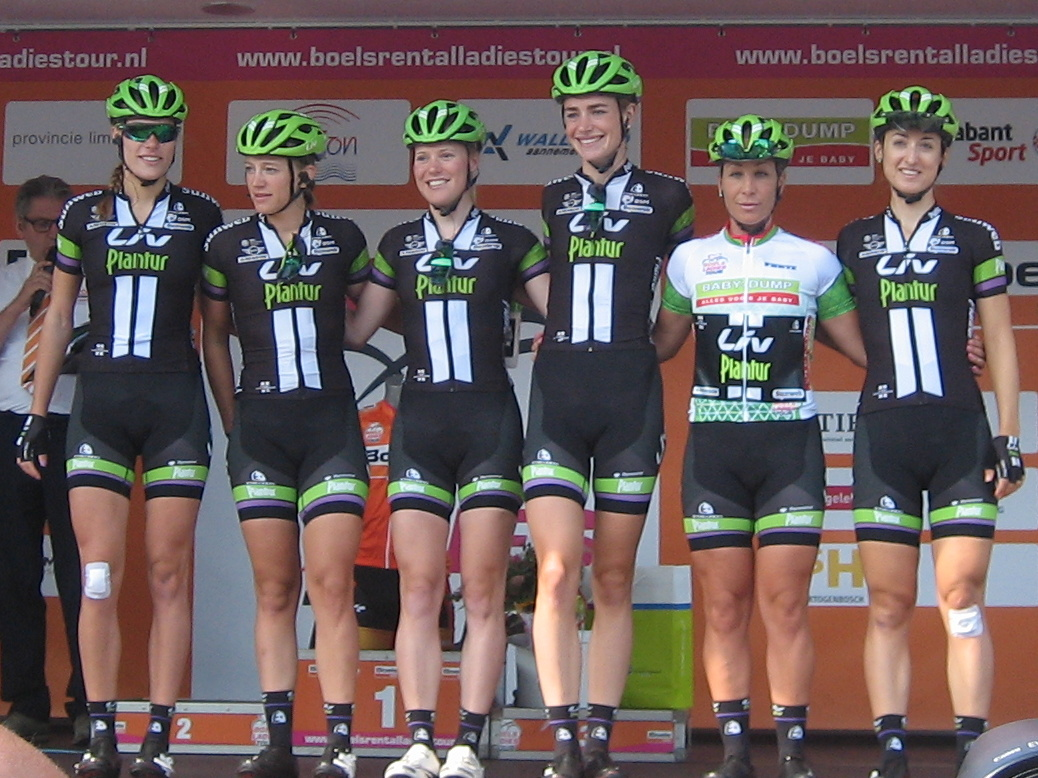
Au Boels Ladies Tour.

Le recrutement est marqué par le départ des leaders de l'équipe : Amy Pieters et Amy Pieters, ainsi que de la sprinteuse Lucy Garner. En compensation, la formation enregistre l'arrivée de la Canadienne Leah Kirchmann.
Leah Kirchmann réalise une très bonne saison. Elle gagne le Drentse 8 et une étape du Tour d'Italie. Elle est aussi troisième du Tour de l'île de Chongming et de la RideLondon-Classique. Elle conclut la saison à une étonnante deuxième place du World Tour. Liv-Plantur est cinquième par équipes de cette compétition et septième du classement UCI.

### 2017

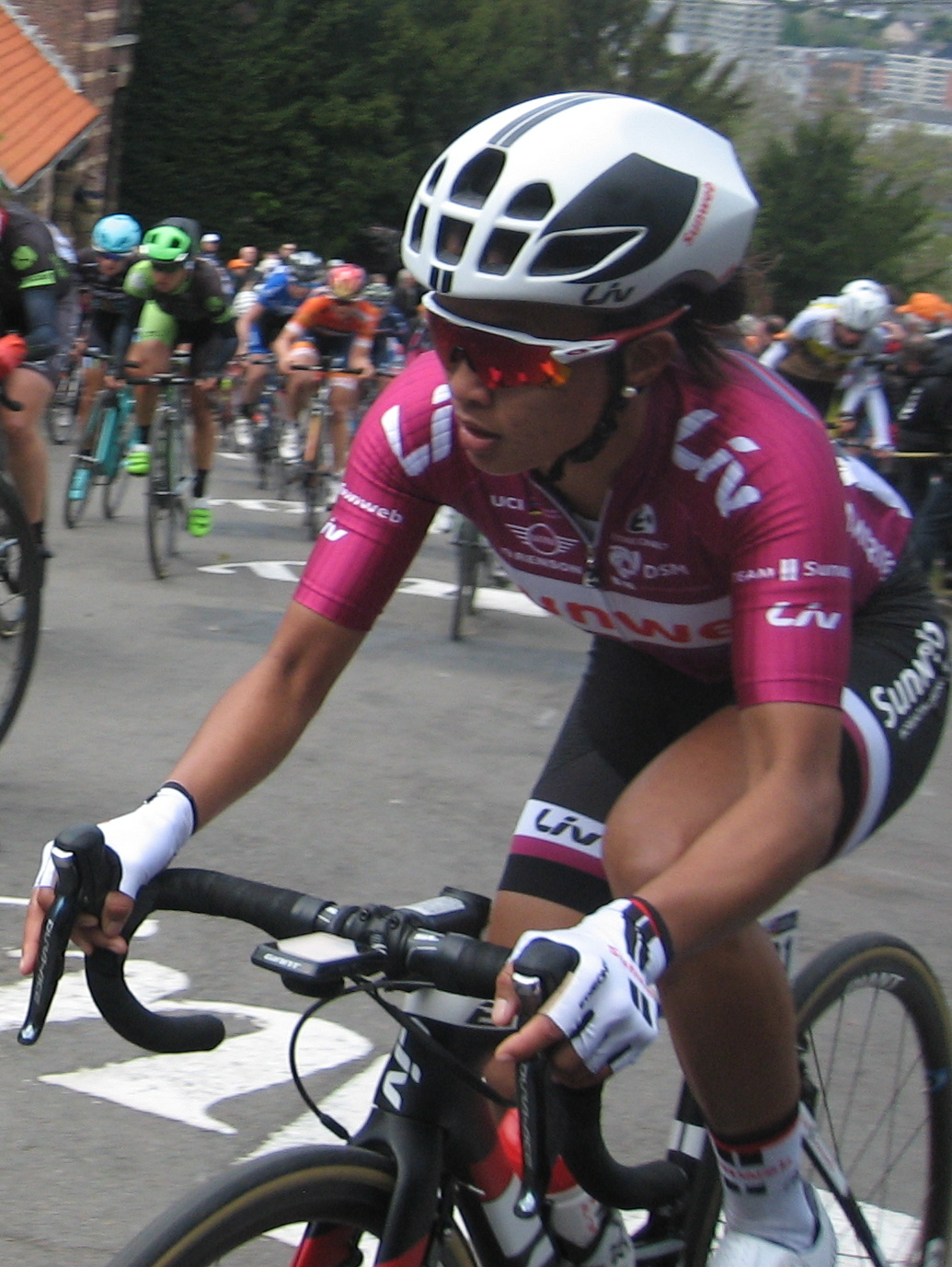
Coryn Rivera sur le mur de Huy.

L'effectif se renforce significativement en 2017 avec les arrivées d'Ellen van Dijk, Lucinda Brand, Coryn Rivera, Liane Lippert et Juliette Labous. Au niveau des départs, Riejanne Markus, Sara Mustonen, Kyara Stijns et Carlee Taylor quittent l'équipe.
Le recrutement permet à l'équipe de changer de dimension. La sprinteuse Coryn Rivera gagne trois manches du World Tour dont le Tour des Flandres. Elle conclut cette compétition à la quatrième place. Ellen van Dijk, en plus d'avoir été un soutien important pour les victoires de Coryn Rivera, remporte l'Healthy Ageing Tour et les championnats d'Europe du contre-la-montre, finit deuxième du Tour de Thuringe et troisième du Boels Ladies Tour ainsi que du Tour de Norvège. Elle est huitième du World Tour et quatrième du classement UCI. Lucinda Brand gagne le Circuit Het Nieuwsblad et une étape du Tour d'Italie. Leah Kirchmann finit troisième de l'Open de Suède Vårgårda et quatrième du Women's Tour. Surtout, la formation Sunweb réalise la surprise sur les championnats du monde du contre-la-montre par équipes en devançant la formation Boels Dolmans en s'emparant ainsi du titre. Ellen van Dijk est quatrième du classement UCI, Coryn est à la même place du classement World Tour. L'équipe est deuxième des classements World Tour et UCI.

### 2018

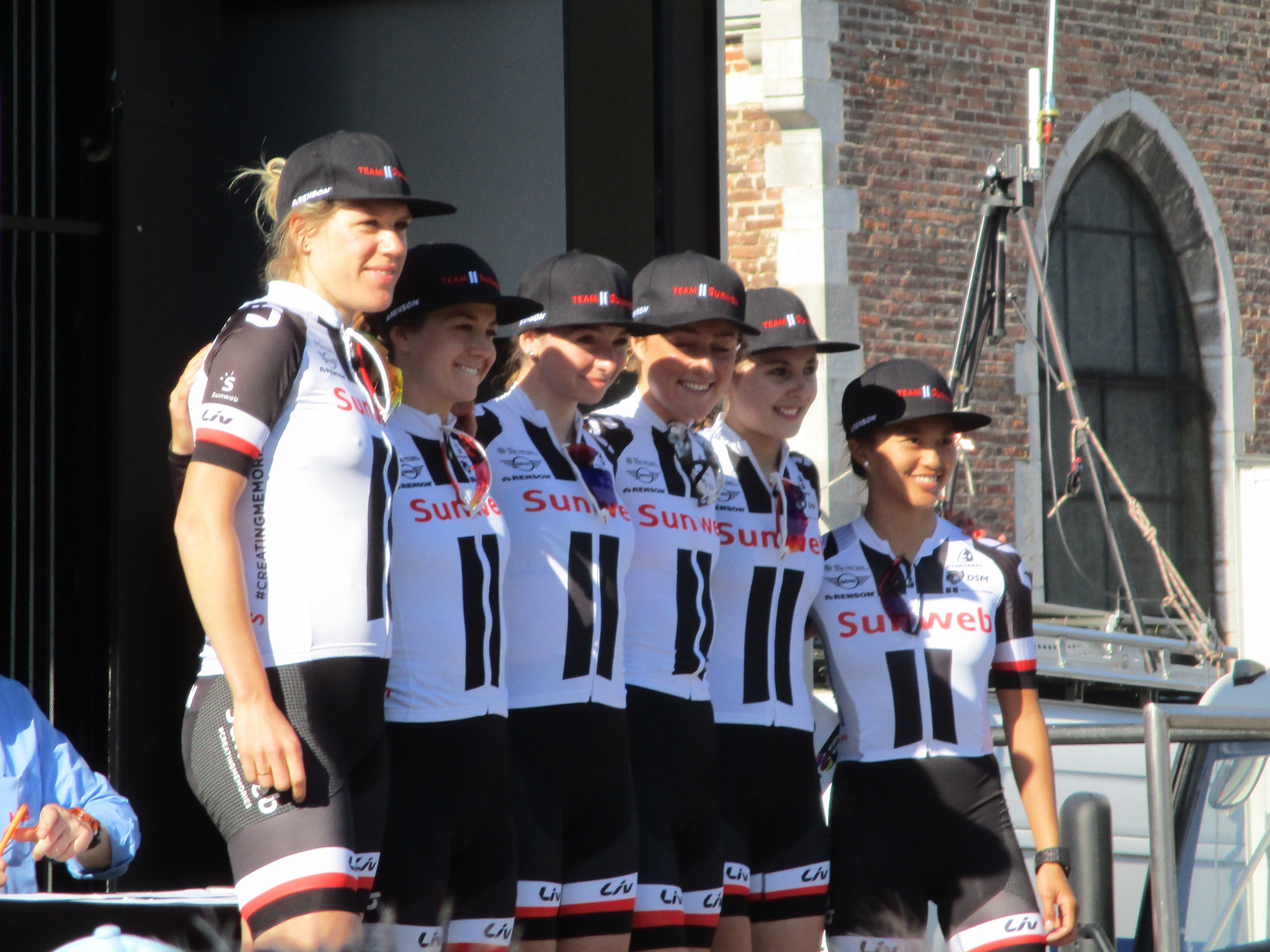
Au départ de la Flèche wallonne.

L'effectif est quasiment stable avec l'arrivée de deux jeunes coureuses prometteuses : Pernille Mathiesen et Ruth Winder. Rozanne Slik, Sabrina Stultiens et Molly Weaver quittent l'équipe.
L'équipe présente un collectif équilibré qui réalise des résultats réguliers durant toute la saison. Coryn Rivera remporte le Women's Tour et le championnat des États-Unis sur route. Elle est aussi troisième du Grand Prix de Plouay et du Tour de Norvège. Ellen van Dijk remporte pour la troisième fois consécutive le championnat d'Europe de contre-la-montre. Elle est également troisième des championnats du monde de la discipline. Elle inscrit son nom au palmarès de La Madrid Challenge by La Vuelta et se classe deuxième du Boels Ladies Tour et du Tour de Thuringe. Lucinda Brand est deuxième de l'Amstel Gold Race, quatrième du Tour d'Italie, et sixième du championnat du monde du contre-la-montre. Elle est également troisième des championnats du monde de cyclo-cross. Leah Kirchmann est championne du Canada du contre-la-montre et quatrième aux championnats du monde de la discipline. Ruth Winder gagne une étape du Tour d'Italie et se montre à son avantage lors du Tour de l'Ardèche qu'elle finit à la quatrième place. Liane Lippert confirme ses capacités en devenant championne d'Allemagne sur route et en gagnant avec la manière le Tour de Belgique. Sunweb confirme être une des meilleures formations en contre-la-montre par équipes. Elle remporte ainsi celui du Tour de Norvège, du Tour d'Italie et de La Madrid Challenge by La Vuelta. Elle se classe deuxième à Vårgårda. Cependant, elle n'obtient que la troisième place lors des championnats du monde de la discipline. Au moment du bilan, Coryn Rivera est cinquième du classement World Tour et septième du classement UCI. L'équipe est troisième des deux classements.

### 2019

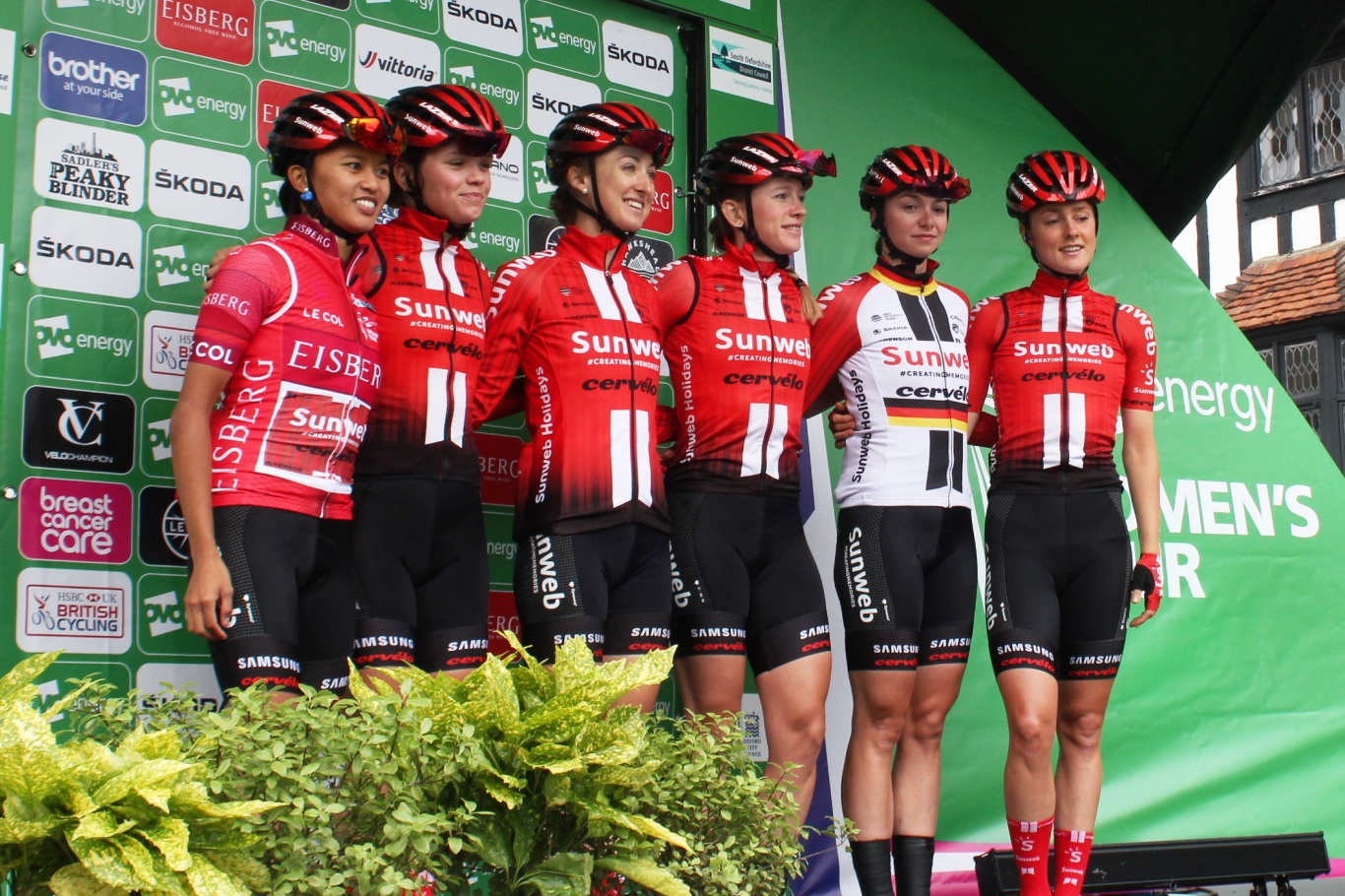
Équipe au Women's Tour.

L'effectif est quasiment stable avec l'arrivée de la jeune sprinteuse norvégienne Susanne Andersen, ainsi que de la polyvalente Janneke Ensing et Pfeiffer Georgi. Au niveau des départs, la spécialiste du contre-la-montre néerlandaise Ellen van Dijk quitte l'équipe. C'est également le cas de la grimpeuse américaine Ruth Winder.
La saison est compliquée sur le plan comptable pour l'équipe, il faut attendre le 7 septembre pour qu'elle enregistre sa première victoire sur une course en ligne. Coryn Rivera ne performe pas en début de saison comme les années précédentes. Son meilleur résultat étant une huitième place au Trofeo Alfredo Binda. Elle retrouve néanmoins la forme en fin de saison avec une troisième place À la RideLondon-Classique, la deuxième place sur le Tour de Norvège et au Grand Prix de Plouay. Elle remporte aussi deux étapes au Tour de Belgique. L'autre leader de l'équipe, Lucinda Brand réalise une belle saison de cyclo-cross avant d'entamer la saison sur route. Elle se concentre sur le Tour d'Italie, où elle subit la loi d'Annemiek van Vleuten. Elle est souvent à l'attaque mais sans succès. Elle finit sixième à une minute du podium. Elle obtient d'autre accessits durant la saison, dont une troisième place aux championnats d'Europe du contre-la-montre, mais pas aucune victoire. Leah Kirchmann gagne le Grand Prix cycliste de Gatineau et le championnat du Canada du contre-la-montre. Elle est aussi sixième du Women's Tour et deuxième de La course by Le Tour de France. Floortje Mackaij a pour principal résultat sa deuxième place sur Liège-Bastogne-Liège. Les autres jeunes de l'équipe confirment leur potentiel : Liane Lippert se montre au Women's Tour avec le maillot de leader et une troisième place au championnat d'Allemagne, Pernille Mathiesen est deuxième du Tour de Thuringe, Juliette Labous est onzième du Tour d'Italie et Franziska Koch remporte une étape du Boels Ladies Tour. Leah Kirchmann est dix-huitième du classement UCI, tandis que Coryn Rivera quinzième du World Tour. Sunweb est deuxième des deux classements par équipes.

### 2020

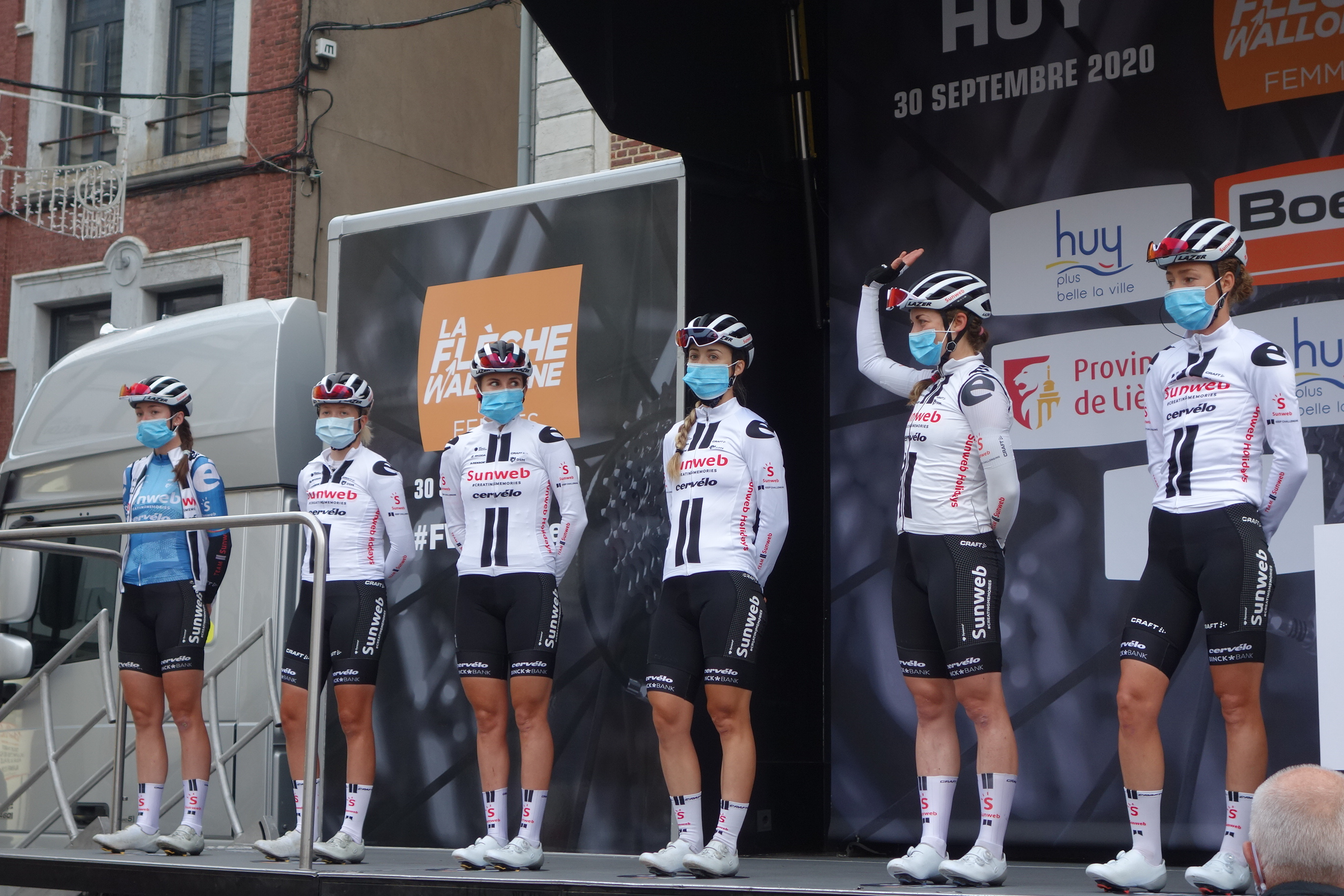
Équipe au départ de la Flèche wallonne.

L'équipe accède au statut de WorldTeam, la première division du cyclisme féminin. L'effectif est globalement stable avec l'arrivée d'Alison Jackson et le départ de Lucinda Brand.
Liane Lippert passe du statut d'espoir à celui de leader. Elle gagne avec la manière la Cadel Evans en février. Elle est deuxième du Santos Women's Tour. Elle court en tête les autres courses World Tour et finit huitième de la Flèche wallonne et dixième de la La course by Le Tour de France. Elle est également cinquième des championnats du monde. Lorena Wiebes rejoint l'équipe après un feuilleton à rebondissement entourant son transfert. Elle remporte les Trois Jours de La Panne, après le déclassement de Jolien D'Hoore. Elle est également troisième de La Madrid Challenge by La Vuelta. Floortje Mackaij est troisième du Circuit Het Nieuwsblad, ainsi que de la Flèche brabançonne. Juliette Labous est huitième de Liège-Bastogne-Liège. On peut aussi noter la saison blanche de Coryn Rivera. Lors du bilan, Liane Lippert est septième du classement UCI, ainsi que neuvième et meilleure jeune du classement World Tour. Sunweb est respectivement quatrième et troisième des classements par équipes de ces compétitions.

### 2021

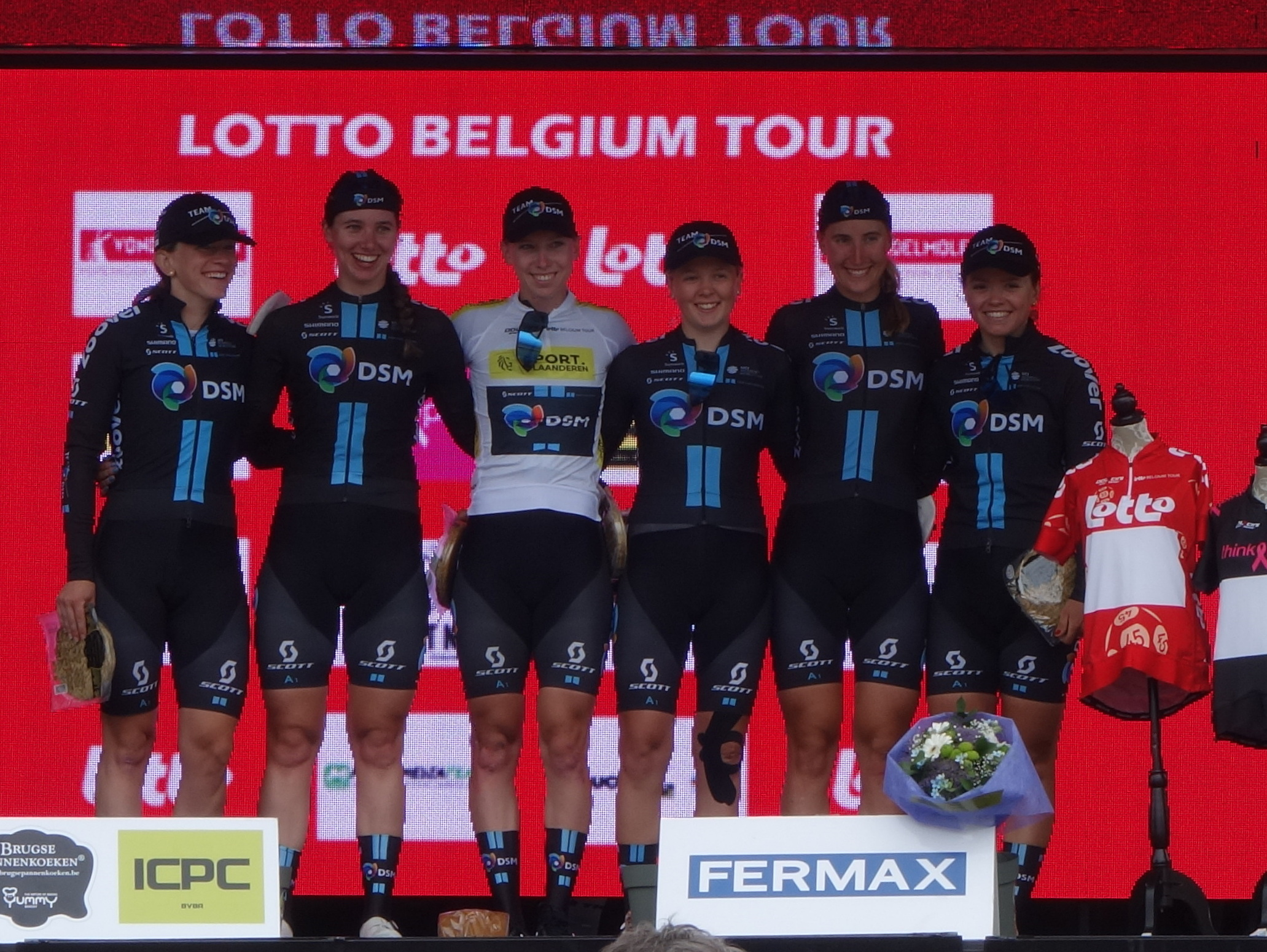
L'équipe au Tour de Belgique féminin 2021

L'effectif est globalement stable. La championne du monde sur route juniors Megan Jastrab est la principale recrue.
Lorena Wiebes confirme être l'une des meilleures sprinteuses du peloton. Elle remporte douze victoires dont deux étapes du Tour d'Italie, du Women's Tour et du Tour de Thuringe. Juliette Labous est sixième de la Flèche wallonne, septième du Tour d'Italie, sixième du championnat du monde de contre-la-montre et deuxième du Women's Tour. Liane Lippert est quatrième du Tour de Thuringe, deuxième des championnats d'Europe sur route et cinquième du Ceratizit Challenge by La Vuelta. Coryn Rivera gagne une étape du Tour d'Italie. Pfeiffer Georgi devient championne de Grande-Bretagne sur route et sixième du Simac Ladies Tour. Franziska Koch est septième de Paris-Roubaix. Lorena Wiebes est vingtième du classement UCI, Juliette Labous dix-huitième du World Tour. DSM est respectivement quatrième et cinquième de ces classements par équipes.

### 2022

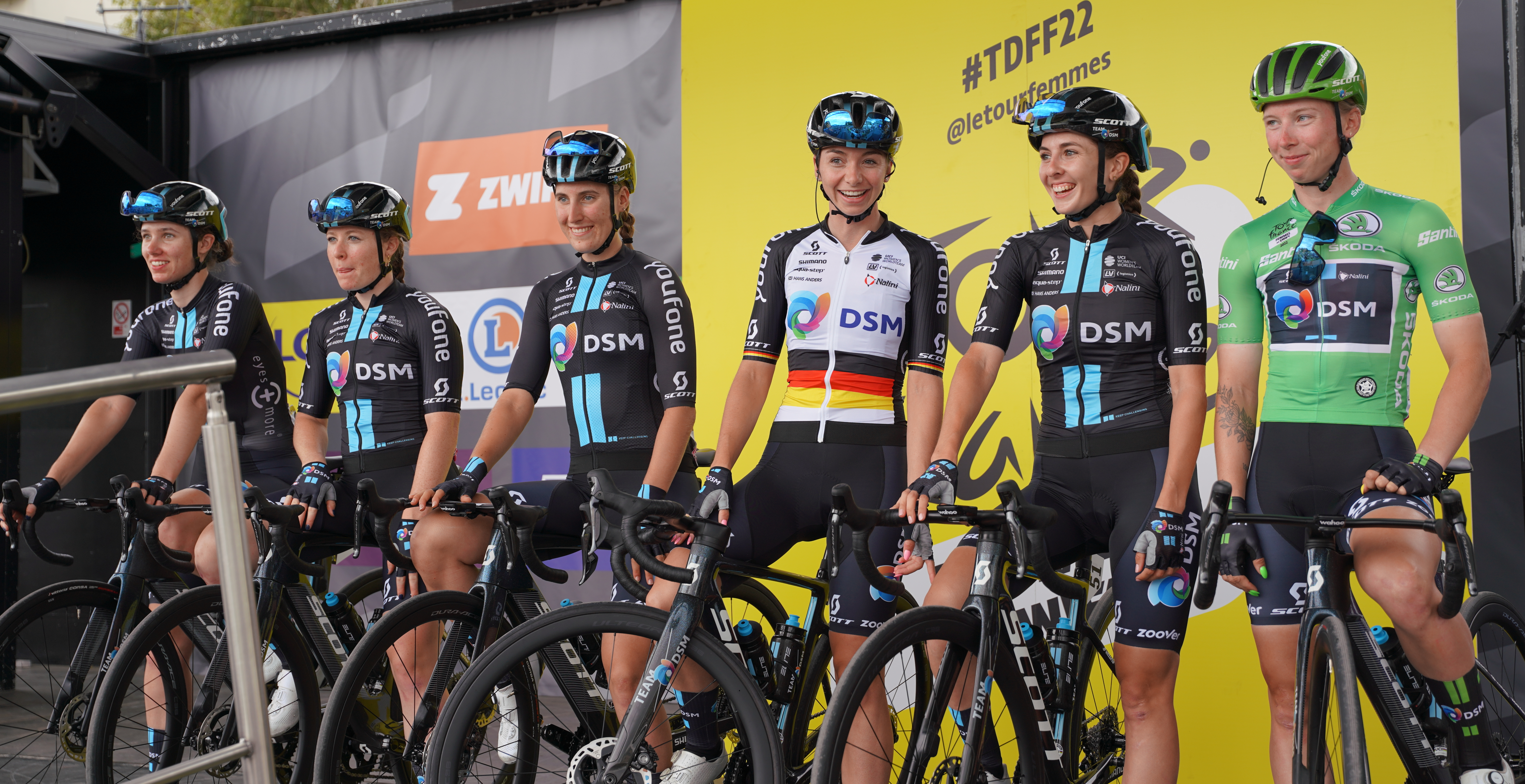
En 2022 sur le podium de départ depuis Reims.

Coryn Labecki et Susanne Andersen quittent l'équipe et sont remplacées par de jeunes coureuses. Lorena Wiebes confirme être la meilleure sprinteuse du peloton avec 23 victoires dont 13 en World Tour. Dans le détail, elle gagne le Tour de Drenthe, toutes les étapes et le classement général de la RideLondon-Classique, trois étapes du Women's Tour, quatre des six étapes du Baloise Ladies Tour, deux étapes du Tour de France, le championnat d'Europe sur route, trois étapes et le classement général du Simac Ladies Tour, ainsi que diverse semi-classiques. En sus, elle est deuxième de la Classic Bruges-La Panne. Liane Lippert remporte le championnat d'Allemagne sur route, est troisième de l'Amstel Gold Race, deuxième du Tour de Scandinavie, ainsi que quatrième du Ceratizit Challenge by La Vuelta et du Tour de Romandie. Surement l'une des plus fortes du championnat du monde, elle se classe quatrième. Juliette Labous gagne le Tour de Burgos, elle se classe quatrième du Tour de France et gagne une étape de montagne du Tour d'Italie. Elle est également cinquième du Tour du Pays basque. Pfeiffer Georgi est deuxième de l'Open de Suède Vårgårda. Lorena Wiebes est deuxième du classement UCI et quatrième du World Tour. DSM est troisième des deux classements par équipes.

### 2023

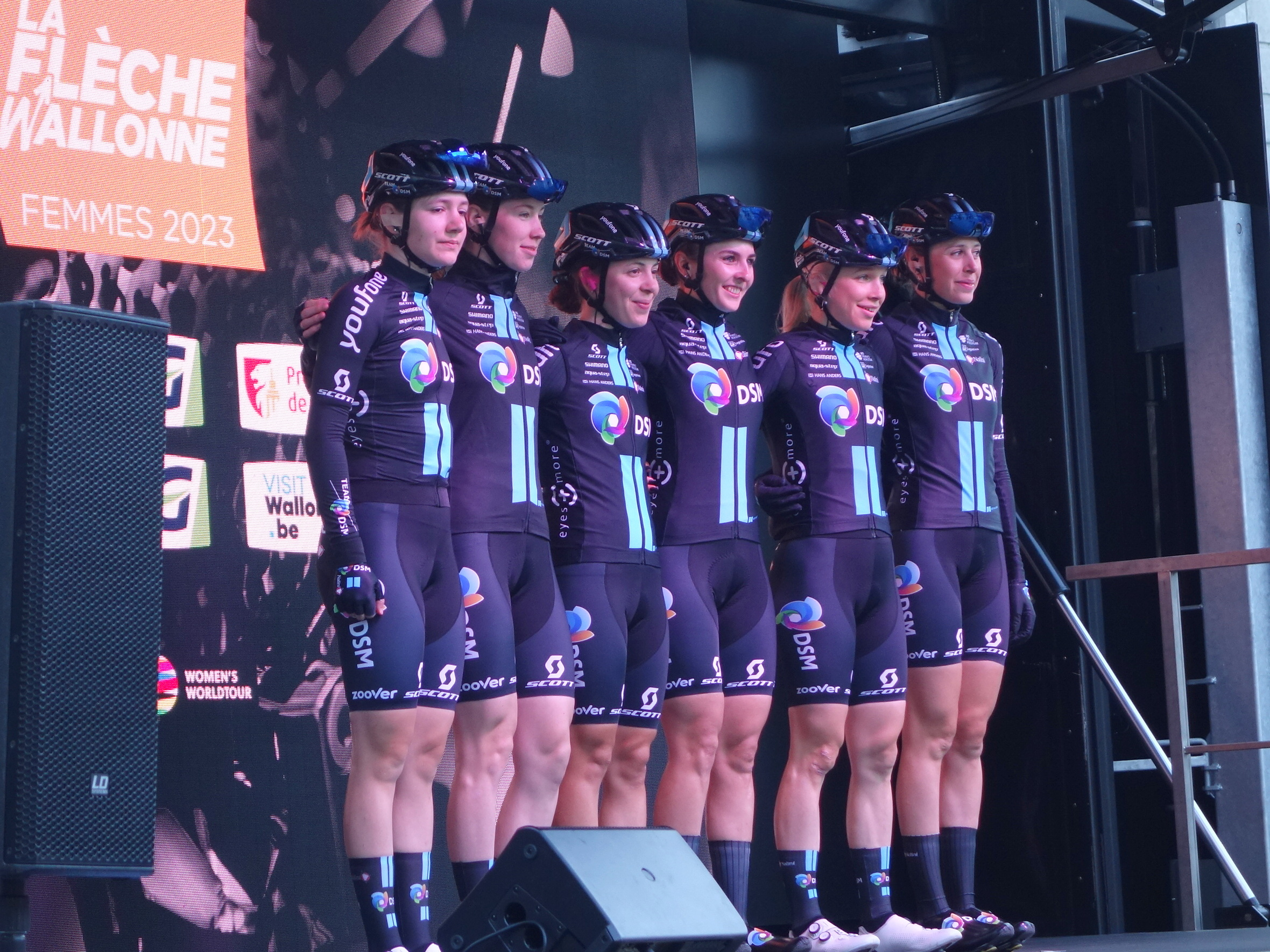
À la Flèche wallonne

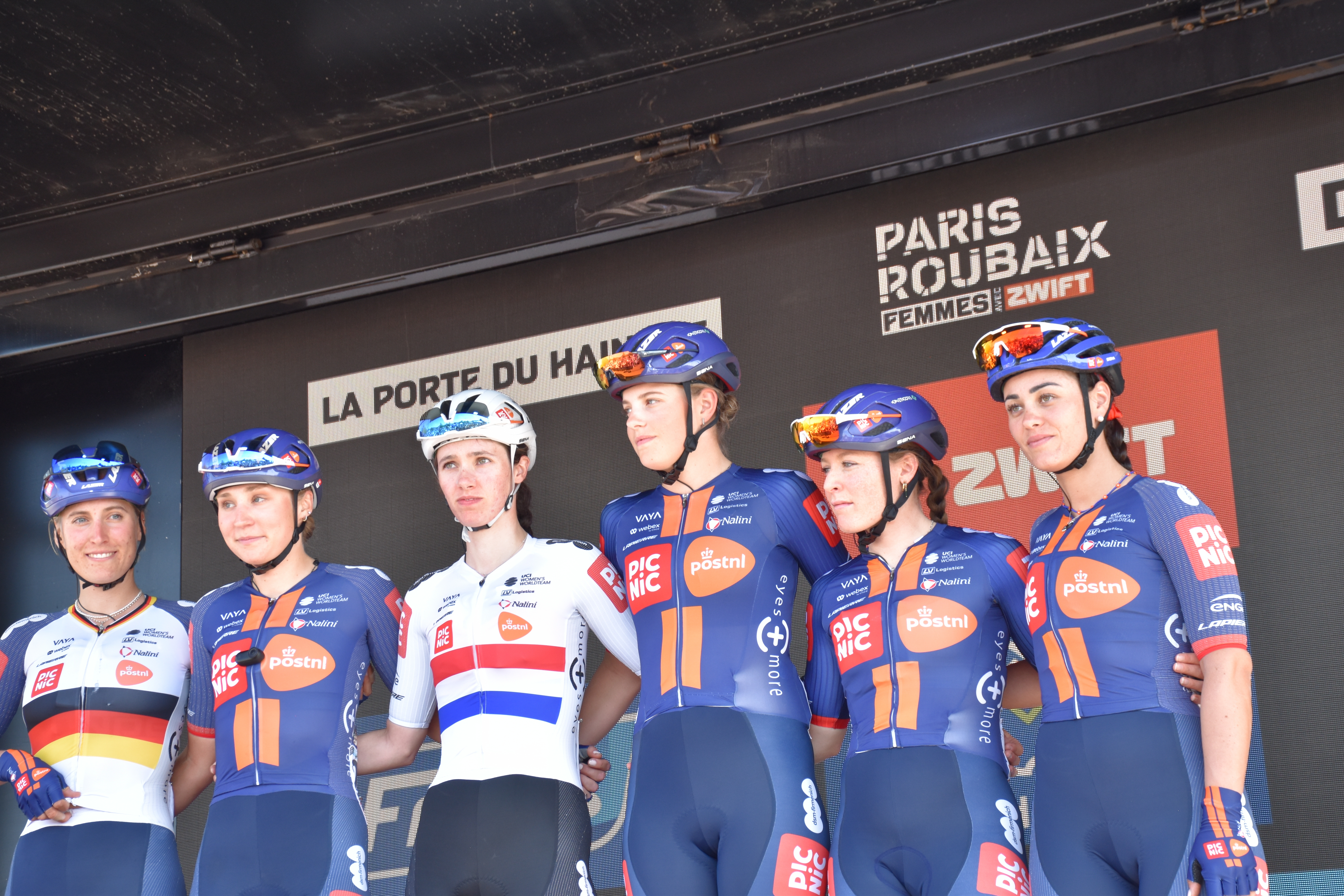
Paris-Roubaix 2025 - Présentation.

Elle enregistre des départs importants avec la sprinteuse Lorena Wiebes, la puncheuse Liane Lippert et la coureuse de classique Floortje Mackaij. Leah Kirchmann prend par ailleurs sa retraite. Elles sont remplacées par pas moins de sept néo-professionnelles. Pfeiffer Georgi réalise une belle saison avec la victoire à la Classic Bruges-La Panne, la cinquième place au Circuit Het Nieuwsblad, la quatrième place au Simac Ladies Tour et sur la course en ligne des championnats d'Europe, ainsi que plusieurs top10 dans d'autres courses World Tour et le titre de championne de Grande-Bretagne. Juliette Labous s'illustre sur les courses vallonnées et par étapes. Elle est sixième du Tour des Flandres, septième du Tour d'Espagne, cinquième du Tour de France et surtout seconde au Tour d'Italie. Elle est aussi quatrième du Tour de Romandie et cinquième à Plouay. Charlotte Kool vient remplacer au pied levé Lorena Wiebes avec treize victoires, la plupart au sprint, dont le classement général de la RideLondon-Classique. Megan Jastrab obtient la deuxième place à Gand-Wevelgem. Pfeiffer Georgi est neuvième du classement UCI et Juliette Labous à la même place du classement World Tour. DSM est septième des deux classements par équipes.

## Classements UCI
Ce tableau présente les places de l'équipe au classement de l'Union cycliste internationale en fin de saison, ainsi que la meilleure cycliste au classement individuel de chaque saison.
| Classement UCI | Classement UCI         | Classement UCI                              | Classement UCI |
| Année          | Classement par équipes | Meilleure coureuse au classement individuel |                |
| -------------- | ---------------------- | ------------------------------------------- | -------------- |
| 2011           | -                      | Amy Pieters (72e)                           |                |
| 2012           | 14e                    | Adrie Visser (26e)                          |                |
| 2013           | 8e                     | Kirsten Wild (8e)                           |                |
| 2014           | 5e                     | Kirsten Wild (4e)                           |                |
| 2015           | 8e                     | Amy Pieters (14e)                           |                |
| 2016           | 7e                     | Leah Kirchmann (8e)                         |                |
| 2017           | 2e                     | Ellen van Dijk (4e)                         |                |
| 2018           | 3e                     | Coryn Rivera (7e)                           |                |
| 2019           | 2e                     | Leah Kirchmann (18e)                        |                |
| 2020           | 4e                     | Liane Lippert (7e)                          |                |
| 2021           | 4e                     | Lorena Wiebes (20e)                         |                |
| 2022           | 3e                     | Lorena Wiebes (2e)                          |                |
| 2023           | 7e                     | Pfeiffer Georgi (9e)                        |                |
| 2024           | 4e                     | Juliette Labous (8e)                        |                |
|                |                        |                                             |                |
| Source : UCI   |                        |                                             |                |

L'équipe a intégré la Coupe du monde en 2012. Le tableau ci-dessous présente les classements de l'équipe sur ce circuit, ainsi que sa meilleure coureuse au classement individuel.
| Coupe du monde | Coupe du monde         | Coupe du monde                              | Coupe du monde |
| Année          | Classement par équipes | Meilleure coureuse au classement individuel |                |
| -------------- | ---------------------- | ------------------------------------------- | -------------- |
| 2012           | 7e                     | Adrie Visser (12e)                          |                |
| 2013           | 6e                     | Amy Pieters (7e)                            |                |
| 2014           | 4e                     | Kirsten Wild (5e)                           |                |
| 2015           | 7e                     | Amy Pieters (14e)                           |                |
|                |                        |                                             |                |
| Source : UCI   |                        |                                             |                |

En 2016, l'UCI World Tour féminin vient remplacer la Coupe du monde.
| UCI World Tour | UCI World Tour         | UCI World Tour                              | UCI World Tour |
| Année          | Classement par équipes | Meilleure coureuse au classement individuel |                |
| -------------- | ---------------------- | ------------------------------------------- | -------------- |
| 2016           | 5e                     | Leah Kirchmann (2e)                         |                |
| 2017           | 2e                     | Coryn Rivera (4e)                           |                |
| 2018           | 3e                     | Coryn Rivera (5e)                           |                |
| 2019           | 2e                     | Coryn Rivera (15e)                          |                |
| 2020           | 3e                     | Liane Lippert (9e)                          |                |
| 2021           | 5e                     | Juliette Labous (18e)                       |                |
| 2022           | 3e                     | Lorena Wiebes (4e)                          |                |
| 2023           | 7e                     | Juliette Labous (9e)                        |                |
| 2024           | 4e                     | Juliette Labous (8e)                        |                |
|                |                        |                                             |                |
| Source : UCI   |                        |                                             |                |

## Principales victoires

### Grands tours
| - Tour d'Italie féminin - Participations : 11 (2013-2023) - Victoires d'étape : 8 - 1 en 2013 : Kirsten Wild - 1 en 2016 : Leah Kirchmann - 1 en 2017 : Lucinda Brand - 2 en 2018 : Sunweb, Ruth Winder - 2 en 2021 : Lorena Wiebes (2) - 1 en 2022 : Juliette Labous - Classement annexe : - Podium : 2023 (Juliette Labous) - Classement par équipes : 2018 - Classement de la meilleure jeune : 2019 (Juliette Labous) | - Tour de France Femmes - Participations : 2 (2022-2023) - Victoires d'étape : 2 - 2 en 2021 : Lorena Wiebes (2) |

### Compétitions internationales
Cyclisme sur route
- Championnats d'Europe : 3

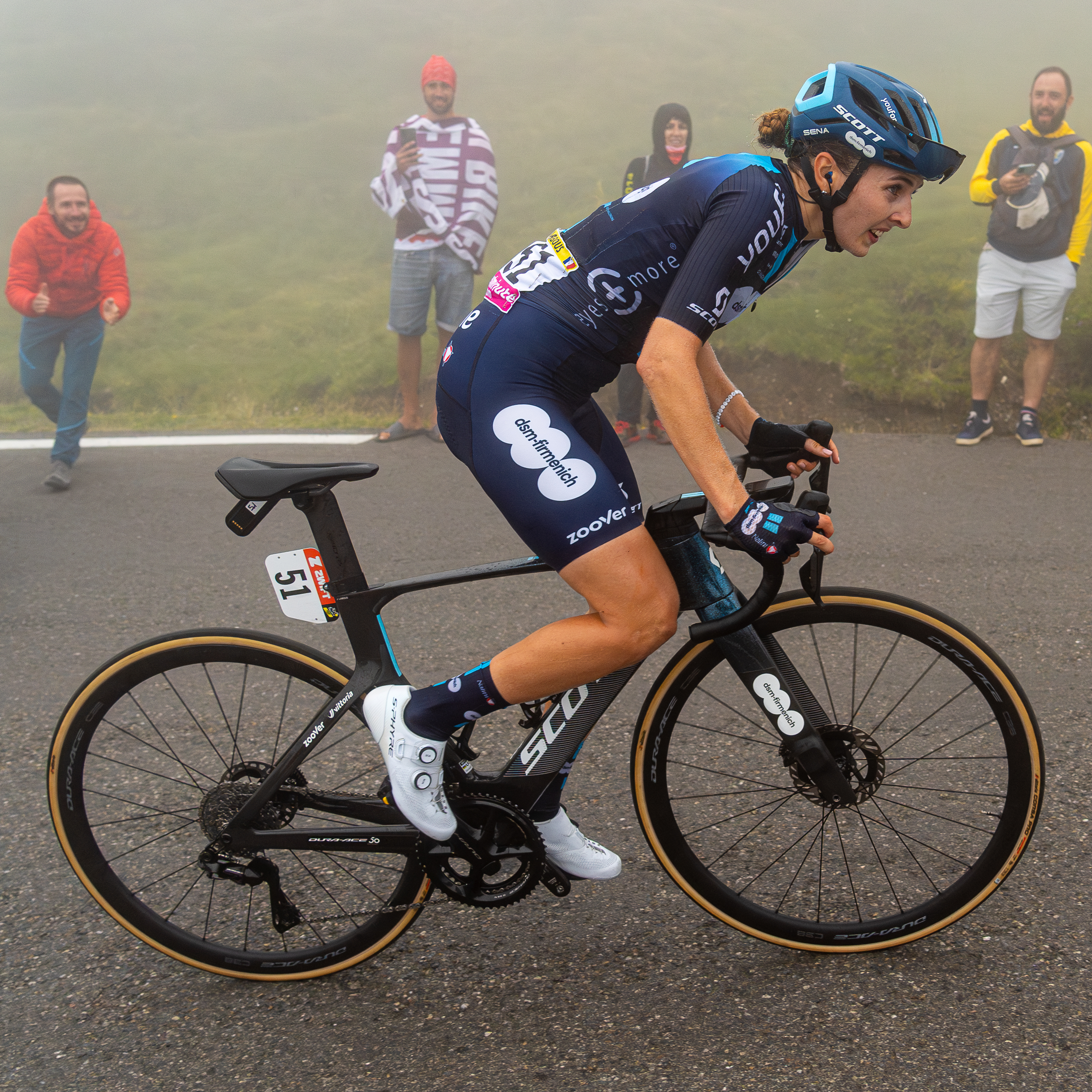
Juliette Labous dans le Tourmalet

  - Course en ligne : 2022 (Lorena Wiebes)
  - Contre-la-montre : 2017 et 2018 (Ellen van Dijk)

Cyclisme sur piste
- Championnats d'Europe : 2
  - Course aux points : 2013 (Kirsten Wild)
  - Poursuite individuelle espoirs : 2012 (Amy Pieters)

### Championnats nationaux
Cyclisme sur route
- Championnats d'Allemagne sur route : 2
  - Course en ligne : 2018 et 2022 (Liane Lippert)
- Championnats du Canada sur route : 2
  - Contre-la-montre : 2018, 2019 (Leah Kirchmann)
- Championnats des États-Unis sur route : 1
  - Course en ligne : 2018 (Coryn Rivera)
- Championnats de Grande-Bretagne sur route : 1
  - Course en ligne : 2023 (Pfeiffer Georgi)

Cyclisme sur piste
- Championnats des Pays-Bas sur piste : 4
  - Omnium : 2013 (Kirsten Wild)
  - Scratch : 2013 (Kirsten Wild)
  - Poursuite individuelle : 2013 (Kirsten Wild)
  - Américaine : 2013 (Kelly Markus et Amy Pieters)

Cyclo-cross
- Championnats des Pays-Bas de cyclo-cross : 2
  - Élites : 2018, 2019 (Lucinda Brand)

## Vue d'ensemble et encadrement
| Année | Code UCI | Nom                                          | Cat.    | Vélo    | Encadrement                                                                                             |
| ----- | -------- | -------------------------------------------- | ------- | ------- | --- |
| 2011  |          | Skil-Koga                                    | Elite 2 | Koga    | Manager: Sissy van Alebeek Dir. sportivi: Sharon van Essen, Sissy van Alebeek                           |
| 2012  | SKI      | Skil-1T4I (-31 mars) Skil-Argos (1er avril-) | WT      | Felt    | Manager : Sissy van Alebeek Dir. sportif : Sharon van Essen, Sissy van Alebeek                          |
| 2013  | ARW      | Team Argos-Shimano                           | WT      | Felt    | Manager : Sissy van Alebeek Dir. sportif : Jorn Knops, Sjoerd Koster, Marc Reef, Cees-Jan van der Zweep |
| 2014  | GIW      | Team Giant-Shimano                           | WT      | Giant   | Manager : Marloes Poelman Dir. sportif : Ruud Verhagen, Dirk Reuling, Hans Timmermans                   |
| 2015  | TLP      | Team Liv-Plantur                             | WT      | Giant   | Manager : Marloes Poelman Dir. sportif : Hans Timmermans, Dirk Reuling, Aike Visbeek                    |
| 2016  | TLP      | Team Liv-Plantur                             | WT      | Giant   | Manager : Marloes Poelman Dir. sportif : Hans Timmermans, Arthur van Dongen, Dirk Reuling, Aike Visbeek |
| 2017  | SUN      | Team Sunweb                                  | WT      | Giant   | Manager : Marloes Poelman Dir. sportif : Hans Timmermans, Arthur van Dongen, Dirk Reuling, Aike Visbeek |
| 2018  | SUN      | Team Sunweb                                  | WT      | Giant   | Manager : Francien Schuurman-Smit Dir. sportif : Hans Timmermans, Arthur van Dongen, Aike Visbeek       |
| 2019  | SUN      | Team Sunweb                                  | WT      | Cervélo | Manager : Francien Schuurman-Smit Dir. sportif : Hans Timmermans, Arthur van Dongen, Aike Visbeek       |
| 2020  | SUN      | Team Sunweb                                  | WWT     | Cervélo | Manager : Iwan Spekenbrink Dir. sportif : Hans Timmermans                                               |
| 2020  | SUN      | Team DSM                                     | WWT     | Cervélo | Manager : Iwan Spekenbrink Dir. sportif : Hans Timmermans                                               |
| 2021  | DSM      | Team DSM                                     | WWT     | Scott   | Manager : Iwan Spekenbrink Dir. sportif : Hans Timmermans                                               |
| 2022  | DSM      | Team DSM                                     | WWT     | Scott   | Manager : Iwan Spekenbrink Dir. sportif : Rudie Kemna                                                   |
| 2023  | DSM      | Team DSM                                     | WWT     | Scott   | Manager : Iwan Spekenbrink Dir. sportif : Rudie Kemna                                                   |

À partir de 2016, l'équipe enregistre de nombreux directeurs sportifs adjoints : Morten Bennekou, Adriaan Helmantel, Rudi Kemna, Mattias Reck, Marc Reef, Dirk Reuling, Luke Roberts, Arthur van Dongen et Aike Visbeek. Cette tendance se confirme l'année suivante avec toujours le duo Timmermans et Poelman accompagné de pas moins de quatorze directeur sportifs adjoints. Ils ne sont pas tous listés ci-dessus.

## Partenaires

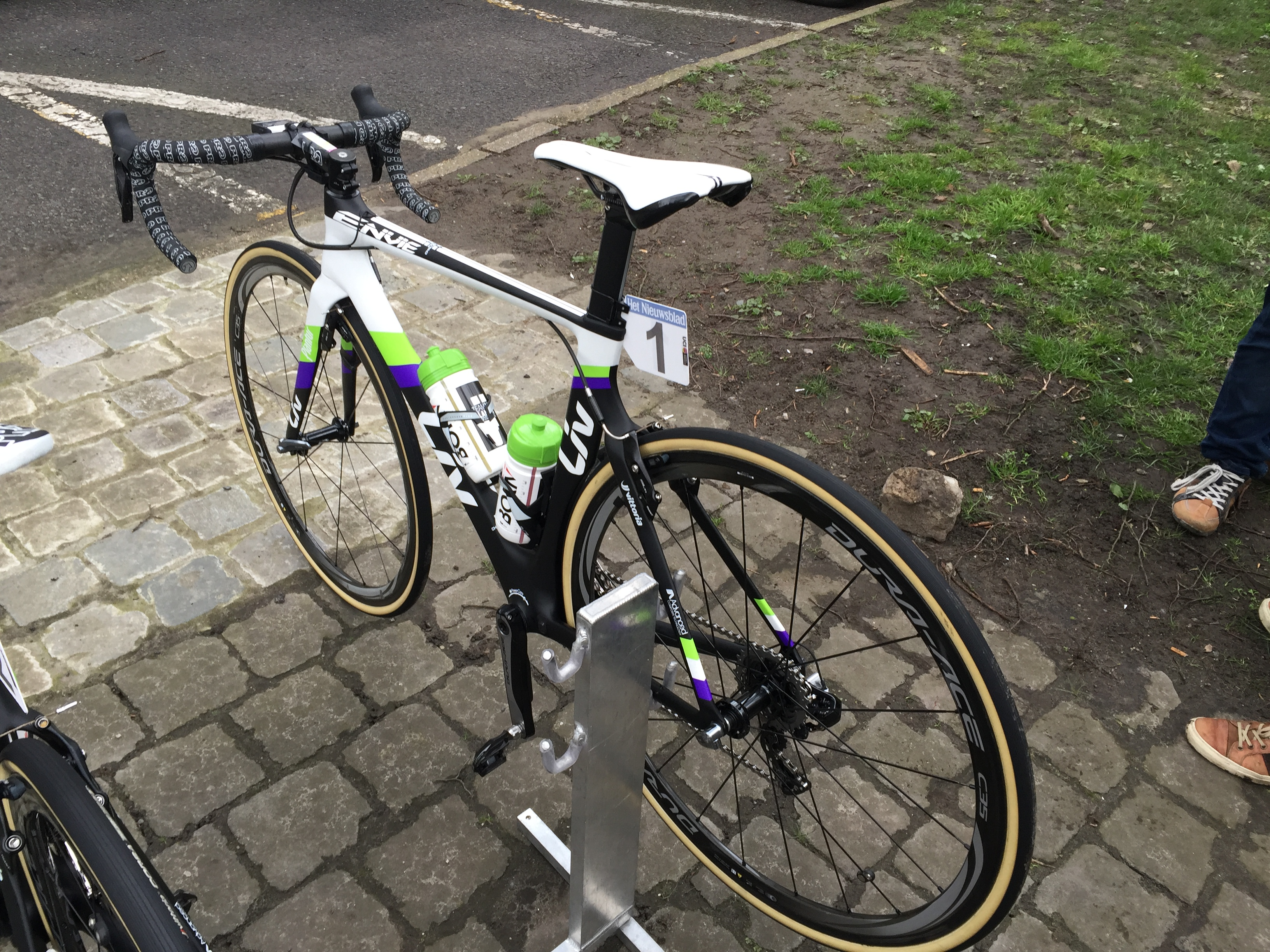
Vélo de l'équipe en 2016

En 2010, le partenaire principal de l'équipe est Skil, un fabricant de matériel de bricolage. L'implication du sponsor Skil prend fin avec l'année 2011. Dans l'attente d'un nouveau sponsor principal au début de l'année 2012, l'équipe prend le nom provisoire de Project 1t4i, pour « inspiration, integrity, improvement and innovation ». Le nouveau sponsor, la société Argos North Sea Group du groupe Argos Oil (nl), est présenté à la fin du mois de mars. L'équipe devient alors Argos-Shimano et sa première compétition disputée sous ce nom est le Tour des Flandres,.
En 2015, l'équipe est sponsorisée par la marque Liv propriété du groupe Giant. La marque de shampoing Alpecin, sous sa marque Plantur, est le partenaire secondaire. En 2016, le portail de réservation de vacances en ligne Sunweb devient partenaire de l'équipe.

## Effectif actuel
| Effectif 2025            | Effectif 2025     | Effectif 2025 | Effectif 2025                          |
| Cycliste                 | Date de naissance | Pays          | Équipe précédente                      |
| ------------------------ | ----------------- | ------------- | -------------------------------------- |
| Silje Bader              | 24 septembre 2005 | Pays-Bas      | GT Krush Rebellease (2024)             |
| Francesca Barale         | 29 avril 2003     | Italie        | VO2 Team Pink (2021)                   |
| Rachele Barbieri         | 21 février 1997   | Italie        | Liv Racing TeqFind (2023)              |
| Marta Cavalli            | 18 mars 1998      | Italie        | FDJ-Suez (2024)                        |
| Eleonora Ciabocco        | 4 mars 2004       | Italie        |                                        |
| Pfeiffer Georgi          | 27 septembre 2000 | Royaume-Uni   | Jadan Weldtite (2018)                  |
| Ella Heremans            | 28 mars 2006      | Belgique      |                                        |
| Megan Jastrab            | 29 janvier 2002   | États-Unis    | Rally Cycling (2020)                   |
| Franziska Koch           | 13 juillet 2000   | Allemagne     | Watersley International (2019)         |
| Charlotte Kool           | 6 mai 1999        | Pays-Bas      | NXTG Racing (2021)                     |
| Josie Nelson             | 8 avril 2002      | Royaume-Uni   | Coop-Hitec Products (2023)             |
| Esmée Peperkamp          | 23 juillet 1997   | Pays-Bas      | Loving potatoes-de Jonge Renner (2020) |
| Mara Roldan              | 7 avril 2004      | Canada        | Cynisca Cycling (2024)                 |
| Abi Smith                | 1 avril 2002      | Royaume-Uni   | EF Education-TIBCO-SVB (2023)          |
| Becky Storrie            | 27 septembre 1998 | Royaume-Uni   | Cams Basso (2022)                      |
| Elise Uijen              | 23 juin 2003      | Pays-Bas      |                                        |
| Nienke Vinke             | 22 juin 2004      | Pays-Bas      |                                        |
| Juliana Londoño          | 14 janvier 2005   | Colombie      | Centre mondial du cyclisme (2024)      |
|                          |                   |               |                                        |
| Source : ProCyclingStats |                   |               |                                        |

## DSM-Firmenich PostNL en 2024
L'effectif est plutôt stable avec l'arrivée de la sprinteuse Rachele Barbieri, ainsi que de Josie Nelson et Abi Smith. La jeune Léa Curinier quitte la formation.
| Arrivées         | Équipe 2023            |
| ---------------- | ---------------------- |
| Rachele Barbieri | Liv Racing-Teqfind     |
| Josie Nelson     | Coop-Hitec Products    |
| Abi Smith        | EF Education-Tibco-SVB |

| Départs      | Équipe 2024 |
| ------------ | ----------- |
| Léa Curinier | FDJ-Suez    |

## Saisons précédentes
- Saison 2015
- Saison 2016
- Saison 2017
- Saison 2018
- Saison 2019
- Saison 2020
- Saison 2021
- Saison 2022
- Saison 2023